# Jutta Rantala
Jutta Rantala (Köyliö, 11 novembre 1999) è una calciatrice finlandese, attaccante del Leicester City e della nazionale finlandese.

## Carriera

### Club
Il 25 agosto 2023, Rantala è stata ingaggiata a titolo definitivo dal Leicester City, nella Women's Super League, firmando un contratto biennale con il club inglese.

### Nazionale
Nel giugno del 2022, Rantala è stata convocata dalla nazionale maggiore finlandese per gli Europei di calcio in Inghilterra.

## Palmarès

### Club

#### Competizioni nazionali
- Campionato finlandese: 1

HJK: 2019
- Coppa di Finlandia: 1

HJK: 2019